# SBIネオトレード証券
株式会社SBIネオトレード証券（エスビーアイネオトレードしょうけん）は、SBIホールディングスグループにおいて、オンライン取引を専業とする証券会社である。

## 概略
SBIネオトレード証券は、1948年（昭和23年）創業の「更栄証券」を起源とする。その後、他社と合併を行ない、「センチュリー証券」、「サンライズキャピタル証券」、「アイディーオー証券」と会社名を変更していった。
2011年（平成23年）7月には、「株式会社ライブスター証券」と名称変更し、インターネット専業証券会社としてスタートした。2020年（令和2年）10月には、SBIグループに入り、2021年（令和3年）1月には「SBIネオトレード証券」へ社名を変更した。
現在、SBIネオトレード証券は同じSBIグループのSBI証券と区別する為に、信用取引のサービスを強化している。

## 特徴
主要ネット証券の中でも手数料が安いのが一番の特徴。「2023年　オリコン顧客満足度 ®️ ランキング ネット証券」の「取引手数料」で、9年連続9度目の1位を受賞している。逆指値やOCO、IFD、IFDO注文のほか、値幅指定注文などの発注方法が充実している。取引ツールはブラウザ版、ダウンロード版、iPhone版、Android版がある。また、ExcelベースでAPI連携を行い、情報取得や発注が可能なネオトレAPIを提供している。

## 取扱金融商品
- 国内株式取引（現物取引・信用取引）
- 店頭CFD（指数・個別株）
- 投資信託

## 沿革
出典：公式ホームページ「沿革」
- 1948年（昭和23年）4月 - 「更栄証券株式会社」の設立。
- 1949年（昭和24年）2月 - 東京証券取引所に正会員登録。
- 1968年（昭和43年）4月 - 証券会社の免許制移行に伴い、第1号、第2号、第4号の免許を取得。
- 1983年（昭和58年）9月 - 新潟大塚証券株式会社と合併。また、新潟証券取引所[注釈 1]に正会員登録。
- 1984年（昭和59年）4月 - 第3号（引受業務）の免許を取得。
- 1986年（昭和61年）4月 - 須々木証券株式会社と合併し、商号を「センチュリー証券株式会社」に変更。また、大阪証券取引所に正会員登録。
- 1988年（昭和63年）6月 - 外為法上の指定証券会社の認可を取得
- 1999年（平成11年）2月 - 旧証券取引法（現：金融商品取引法）の改正に伴い、証券業免許制が廃止され登録制に移行。これにより証券業を登録。
- 2004年（平成16年）7月 - アクセス証券株式会社と合併。
- 2006年（平成18年）6月 - 吸収分割により事業の一部を日産証券株式会社に承継。同時に「サンライズキャピタル証券株式会社」に商号変更。
- 2007年（平成19年）
  - 10月 - 「アイディーオー証券株式会社」に商号変更。
  - 12月 - 会社分割により日本ユニコム株式会社および日産センチュリー証券株式会社の店頭外国為替証拠金取引、商品先物取引に関わるオンライントレード部門と、その付随する業務を承継し両業務の取扱いを開始。
- 2008年（平成20年）3月 - 日産センチュリー証券株式会社の証券オンライントレード部門と、その付随する業務を承継し業務の取扱いを開始。
- 2009年（平成21年）5月 - ユニコムグループホールディングス株式会社の保有株式売却に伴い、親会社が株式会社ISホールディングスに異動。
- 2011年（平成23年）7月 - 「株式会社ライブスター証券」に商号変更。
- 2020年（令和2年）
  - 10月1日 - 親会社の株式会社ISホールディングスが、SBIファイナンシャルサービシーズ株式会社[注釈 2]に当社全株式を譲渡。これに先立ち、当社FX（外国為替証拠金取引）事業をISホールディングス傘下の株式会社外為オンラインに吸収分割により事業譲渡。
- 2021年（令和3年）1月1日 - 「株式会社SBIネオトレード証券」に商号変更[2][3]。

## 加入団体
- 東京証券取引所

- 日本証券業協会

- 金融先物取引業協会
- 日本金融サービス仲介業協会
- 日本商品先物取引協会